# Кашфи Карипов
Кашфи Карипов (наст. имя — Кашфеласрар Магданнурович Карипов; баш. Кәшфи Ҡәрипов, Кәшфеласрар Мәғҙәнур улы Ҡәрипов; 1892, Байталлы, Уфимская губерния — 1918, Бирск, Уфимская губерния) — башкирский поэт.

## Биография и творчество
Карипов Кашфеласрар Магданнурович родился в 1892 году в деревне Байталлы (ныне — в Кушнаренковском районе Башкирии).
В 1915 году окончил медресе «Гусмания». Являлся мударисом в медресе «Гусмания» г. Уфы.
Работал в редакциях газет «Тормош» и «Алга».
Первые стихотворения были опубликованы в 1910—1913 гг. в газете «Нур» г. С.-Петербурга и журнале «Акмулла». В произведениях Кашфи Карипова основное место занимает любовная и пейзажная лирика (стихи «Һағынам» — «Скучаю», «Һөйәм» — «Люблю», «Тәбиғәт» — «Природа», «Яҙ килә» — «Скоро весна» и другие).
Кашфи Карипов является автором книги «Мөхәббәт шиғырҙары» («Любовные стихотворения»), который вышел в 1914 году. Также им были написаны драмы «Йософ — Зөләйха» («Юсуф — Зулейха»), «Таһир — Зөһрә» («Тагир — Зухра»), которые были поставлены в театрах Бирска и Уфы. К авторству Карипова также относится комедия «Ҡарт әтәс» («Старый петух»).